# Ataque a la base aérea de Balad de 2020
El ataque de a la base aérea de Balad de 2020 fue un ataque con cohetes Katiusha contra la Base Aérea de Balad en la gobernación de Saladino en Irak el 12 de enero de 2020.

## Antecedentes
La base aérea es una de las bases militares iraquíes que albergan al personal de la Operación Resolución Inherente (OIR) con presencia de militares estadounidenses que fue atacada el pasado 8 de enero.

## Ataque aéreo
La base aérea fue atacada por 8 cohetes Katiusha. Cuatro integrantes de la Fuerzas Armadas de Irak resultaron heridos.
Hasta el momento, no se tienen noticias de a quien se le atribuya el ataque.